# Philippe Étancelin
Philippe Étancelin, dit « Phi-Phi », né le 28 décembre 1896 à Rouen et mort le 13 octobre 1981 à Neuilly-sur-Seine, est un pilote automobile français.

## Biographie
Philippe Étancelin est engagé volontaire au 39e régiment d'infanterie de 1916 à 1919. Il commence sa carrière automobile sur une Bugatti, obtenant avec une victoire au Grand Prix de Reims dès 1927. Il se voit attribuer la pole position (par ballotage) du premier Grand Prix de Monaco en 1929.
Il remporte ensuite les 24 Heures du Mans 1934 avec Luigi Chinetti, pour seulement deux participations.
Philippe Étancelin participe à la Formule 1 dès ses débuts le 13 mai 1950. Il a couru douze Grands Prix de Formule 1 entre 1950 et 1952 (55 ans alors pour le Grand Prix de France), tous sur Talbot-Lago (quatrième à Monaco et en France en 1950, avec sa voiture personnelle), ainsi que quarante-deux autres hors championnat après-guerre de 1946 à 1953. Il signe son dernier podium cette même année avec une troisième place au Grand Prix de Rouen-les-Essarts.
Il reçoit la Légion d'honneur en 1953.

## Victoires
- Grand Prix de la Marne, 1927, 1929, 1933
- Grand Prix du Comminges 1929, 1931
- Grand Prix de la Baule 1929
- Circuit du Dauphiné, 1930, 1931
- Grand Prix de Pau 1930 et 1936
- Course handicap des 8 Heures de Staouéli 1930 (associé à son ami Marcel Lehoux, sur Bugatti)[2]
- Grand Prix d'Algérie 1930
- Grand Prix de l'ACF 1930
- Grand Prix de Dieppe, 1931, 1934
- Circuit d'Esterel Plage, 1931
- Grand Prix de Picardie, 1932, 1933
- 24 Heures du Mans 1934
- Grand Prix de Paris 1949

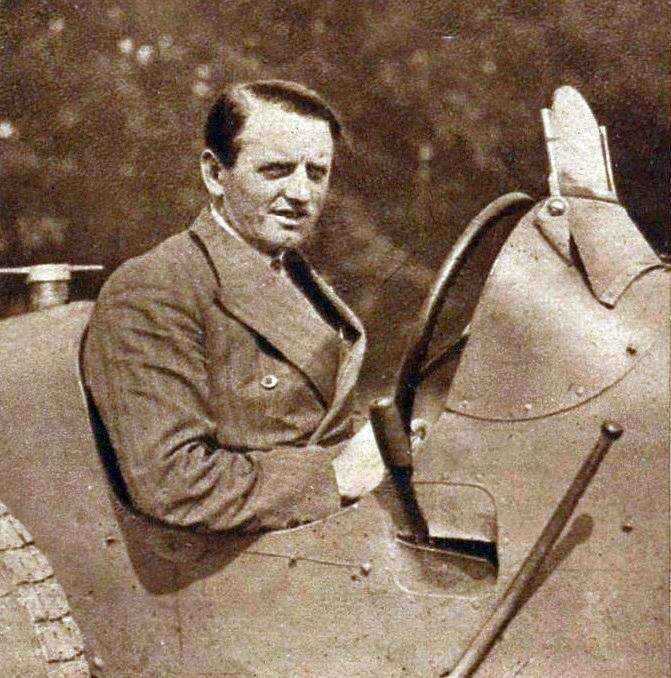
Philippe Étancelin, vainqueur du Grand Prix de l'ACF 1930.
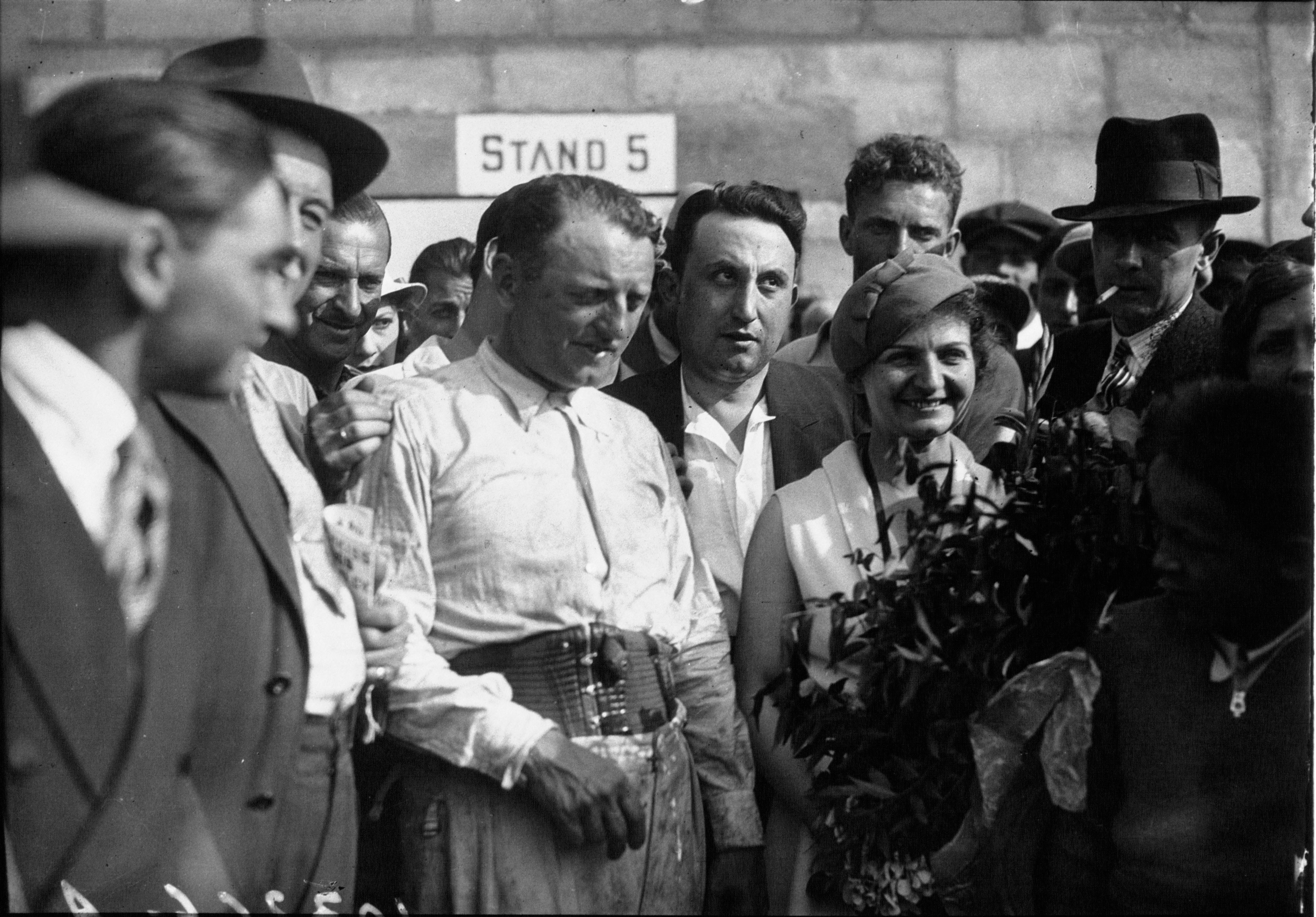
Philippe Étancelin vainqueur du Grand Prix de la Marne 1933 sur Alfa Romeo Monza.
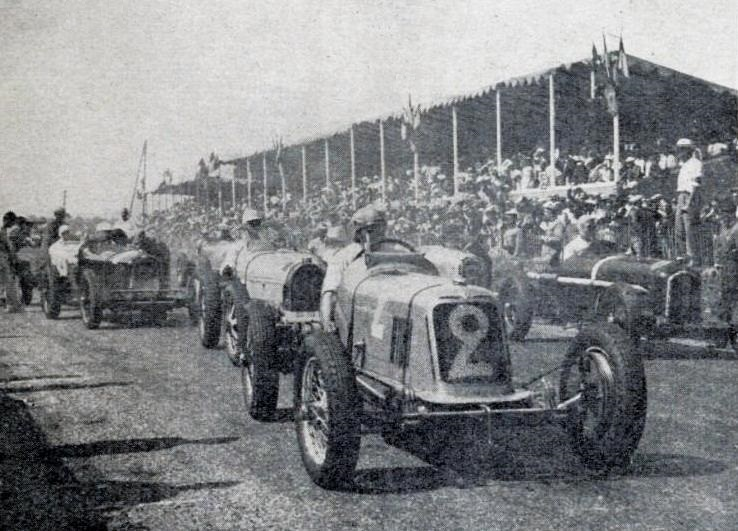
Philippe Étancelin, vainqueur du Grand Prix de Dieppe 1934 (ici au départ, n°2).
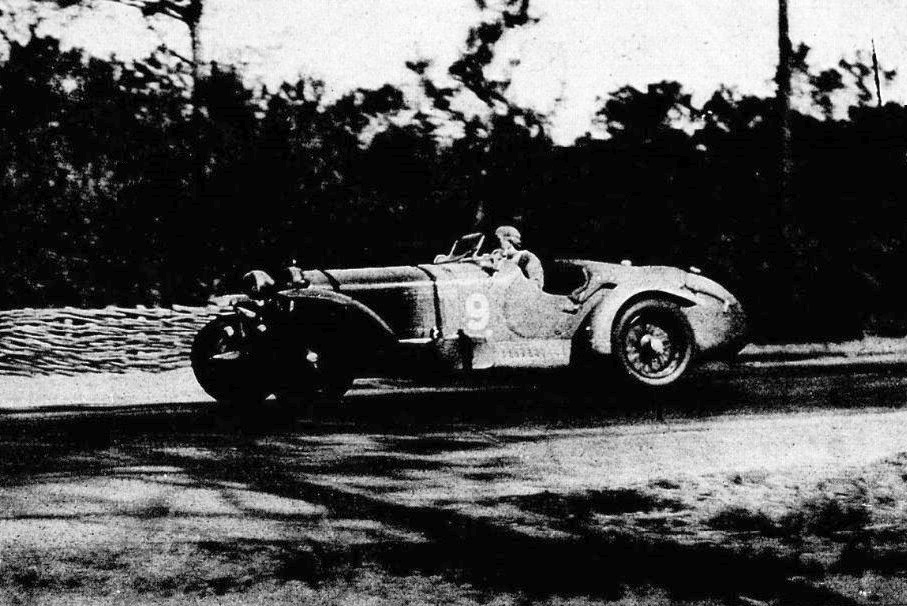
Philippe Étancelin, vainqueur des 24 Heures du Mans 1934 sur Alfa Romeo 8C 2300.
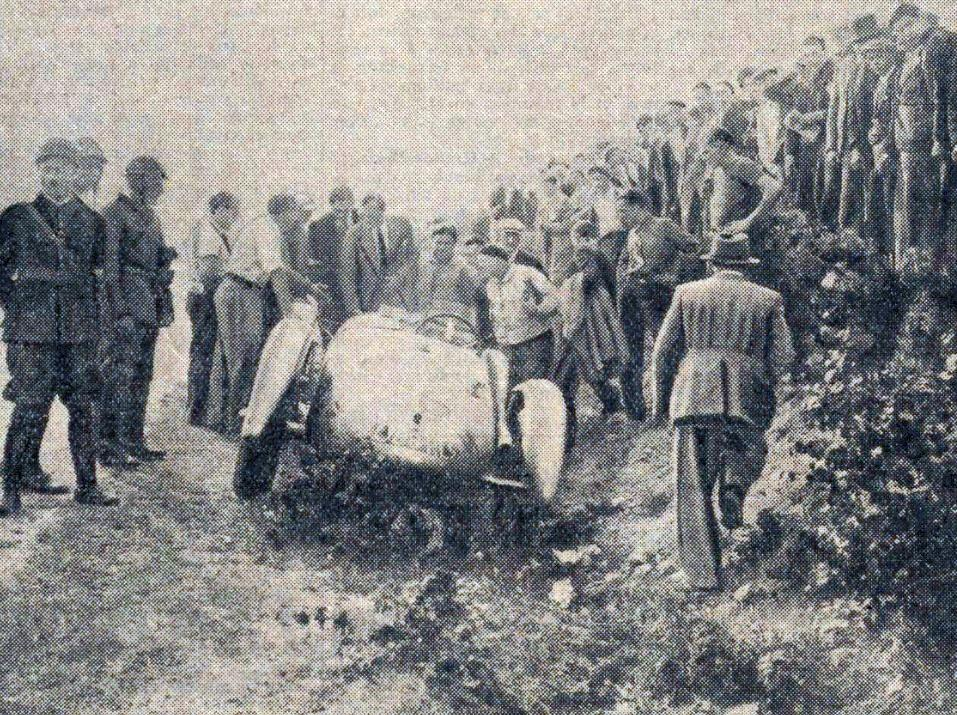
Abandon de Philippe Étancelin, au rallye Paris-Antibes-Juan-les-Pins de septembre 1938.